# Vintertjärnen, Ångermanland
Vintertjärnen är en sjö i Sollefteå kommun i Ångermanland och ingår i Moälvens huvudavrinningsområde.